# Ландо (герцог Гаетанський)
Ландо, герцог Гаетанський (1064–1065) за призначенням сюзерена князя Капуанського Річарда I після бунту Вільгельма I, який мав намір прогнати свою дружину — дочку Річарда I, та одружитись на Марії, вдові Атенульфа I, дочці князя Пандульфа IV..
Через деякий час Ландо також підняв бунт проти Річарда I, а тому був змушений утекти до Риму. У 1093 він був ще живий, оскільки є згадака про дарування ним земель монастирю в Монте Кассіно.